# 1976-os Australian Open
Az 1976-os Australian Open az év első Grand Slam-tornája volt, december 26. és január 4. között rendezték meg Melbourne-ben. A férfiaknál az ausztrál Mark Edmondson, nőknél a szintén ausztrál Evonne Goolagong Cawley nyert.

## Döntők

### Férfi egyes
Mark Edmondson -  John Newcombe,  6-7, 6-3, 7-6, 6-1

### Női egyes
Evonne Goolagong Cawley -  Renáta Tomanová, 6-2, 6-2

### Férfi páros
John Newcombe /  Tony Roche -  Ross Case /  Geoff Masters 7-6, 6-4

### Női páros
Evonne Goolagong Cawley /  Helen Gourlay-Cawley -  Lesley Turner Bowrey /  Renáta Tomanová 8-1

### Vegyes páros
1970–1986 között nem került megrendezésre